# Condado de Wabash (Illinois)
O Condado de Wabash é um dos 102 condados do Estado americano de Illinois. A sede do condado é Mt. Carmel, e sua maior cidade é Mt. Carmel. O condado possui uma área de 590 km² (dos quais 11 km² estão cobertos por água), uma população de 12 937 habitantes, e uma densidade populacional de 22 hab/km² (segundo o censo nacional de 2000). O condado foi fundado em 27 de dezembro de 1824.